# Lucio Genucio Aventinense (cónsul 303 a. C.)
Lucio Genucio Aventinense  fue un político romano de finales del siglo IV a. C. miembro de los Genucios Aventinenses, una rama familiar de la gens Genucia. Fue probablemente descendiente de Lucio Genucio Aventinense y obtuvo el consulado en el año 303 a. C.